# 同色棘桿鮠
同色棘桿鮠（学名：Centromochlus concolor），為輻鰭魚綱鯰形目項鰭鯰科的一種熱帶淡水魚類，其种加词“concolor”意为“同色的”。分布於南美洲蘇利南Coppename河流域，體長可達3.3公分，棲息在底層水域，生活習性不明。